# Рабинович, Михаил Григорьевич
Михаи́л Григо́рьевич Рабино́вич (9 (22) мая 1916, Екатеринбург — 4 февраля 2000, Пало-Алто, Калифорния, США) — советский и российский историк, археолог и этнограф, москвовед. Первый руководитель Московской археологической экспедиции (1946—1951). Доктор исторических наук (1963). Лауреат Государственной премии Российской Федерации (1992) за цикл монографий «Традиционная культура русского народа в XVII — начале XX вв.».

## Биография
Внучатый племянник книгоиздателей Александра Наумовича и Игнатия Наумовича Гранат, племянник экономиста Юрия Ларина
.
В 1941 году окончил исторический факультет Московского государственного университета. Учителями были А. В. Арциховский, М. Н. Тихомиров, Б. А. Рыбаков, В. В. Стоклицкая-Терешкович. В армию не попал, так как был признан негодным по здоровью.
В 1941—1943 годах — ассистент кафедры археологии, директор научной библиотеки МГУ. В 1943 году защитил кандидатскую диссертацию на тему: «Новгородское войско». В 1943—1946 годах — учёный секретарь Института этнографии АН СССР.
В 1946—1951 годах — старший научный сотрудник Института истории материальной культуры, руководитель Московской археологической экспедиции. В 1951—1957 годах — заведующий археологическим отделом, заместитель директора Музея истории и реконструкции Москвы, в 1946—1957 также доцент кафедры истории СССР Московского государственного педагогического института.
С 1957 года — старший, а затем ведущий научный сотрудник Института этнографии. В 1963 году присуждена степень доктора исторических наук; диссертация на тему: «Материальная культура и быт населения Москвы XI—XVIII вв.». В 1957—1991 годах — член учёного совета Института этнографии, с 1960 — член экспертно-консультационного совета при главном архитекторе Москвы.
Похоронен на Новодевичьем кладбище в Москве (колумбарий, секция 54).
Его сын, программист, в начале 1990-х эмигрировал в США, куда забрал и отца.

## Труды
Книги
- Рабинович М. Г., Латышева Г. П. Из жизни древней Москвы: Очерки. — М.: Московский рабочий, 1961. — 200, [16] с. — 10 000 экз.
- О древней Москве: Очерки материальной культуры и быта горожан в XI—XVI вв. — М.: Наука, 1964. — 354 с.
- Первое в Москве. — М.: Детская литература, 1965. — 200 с. — (Школьная библиотека). — 50 000 экз.
- Латышева Г. П., Рабинович М. Г. Москва в далёком прошлом. — М.: Наука, 1966. — 248 с. — (Научно-популярная серия). — 47 000 экз.
- Латышева Г. П., Рабинович М. Г. Москва и Московский край в прошлом. — М.: Московский рабочий, 1973. — 232, [16] с. — 50 000 экз.
- Судьбы вещей: «Вещи имеют свою судьбу...». — М.: Детская литература, 1974. — 224 с. — 100 000 экз.
  - Судьбы вещей: Рассказы / Рисунки Ю. Киселёва. Оформление Б. Кыштымова. — Изд. 3-е. — М.: Детская литература, 1984. — 224 с. — (Библиотечная серия). — 100 000 экз.
- Очерки этнографии русского феодального города: Горожане, их общественный и домашний быт / Отв. ред. В. В. Покшишевский. Институт этнографии им. Н. Н. Миклухо-Маклая АН СССР.. — М.: Наука, 1978. — 328, [2] с. — 6650 экз.
- Не сразу Москва строилась. — М.: Московский рабочий, 1982. — 208 с.
- Очерки материальной культуры русского феодального города / Отв. редакторы В. В. Покшишевский, К. В. Чистов. Ордена Дружбы народов Институт этнографии им. Н. Н. Миклухо-Маклая АН СССР. — М.: Наука, 1988. — 312, [8] с. — 15 000 экз. — ISBN 5-02-009891-4.
- Записки советского интеллектуала / Публикация и коммент. О. В. Будницкого; вступ. ст. Л. А. Беляева, О. В. Будницкого, В. Я. Петрухина.. — М.: Новое литературное обозрение, 2005. — 392 с. — (Россия в мемуарах). — 2000 экз. — ISBN 5-86793-054-8.[3][1]

Статьи
- Московские гончары XVI—XVIII вв. // Краткие сообщения Института этнографии. — Вып. 1. — М.: Изд-во АН СССР, 1946. — С. 69—73.
- Военная сигнализация и связь по данным археологии и этнографии // Краткие сообщения Института этнографии. — Вып. 3. — М.: Изд-во АН СССР, 1947. — С. 74—78.
- О производстве оружия в Москве и ремесленных слободах за Яузой (Погребение московского оружейника XVI в.) // Известия АН СССР. Серия истории и философии. — 1948. — № 4. — С. 370—375.
- Дом и усадьба в древней Москве // Советская этнография. — 1952. — № 3.
- Древняя Москва // По следам древних культур: Древняя Русь. — М.: Госкультпросветиздат, 1953. — С. 321—359. (под псевдонимом М. Г. Григорьев)
- Из истории быта городского населения Руси в XI—XVII вв. (по материалам археологических раскопок в Москве в 1946—1951 гг.) // Советская этнография. — 1955. — № 4.
- Об этническом составе первоначального населения Москвы // Советская этнография. — 1962. — № 2.
- Древний ландшафт и жилище (о двух типах древнерусского жилища в Волго-Окском междуречье) // Советская этнография. — 1969. — № 2.
- Деревянные сооружения городского хозяйства в Древней Руси // Средневековая Русь. — М., 1976.
- Облик Москвы в XIII—XVI веках // Вопросы истории. — 1977. — № 11.
- Город и традиционная народная культура // Советская этнография. — 1980. — № 4.
- К определению понятия «город» (в целях этнографического изучения) // Советская этнография. — 1983. — № 3.
- Городское жилище восточных славян // Традиционное жилище народов России: XIX — начало XX в. / Отв. ред. д-р истор. наук Л. Н. Чижикова. Институт этнологии и антропологии им. Н. Н. Миклухо-Маклая РАН. — М.: Наука, 1997. — С. 79—103. — 400 с. — 1000 экз. — ISBN 5-02-009595-8.